# مرلين كاجيكي مخطط
مرلين كاجيكي مخطط (الاسم العلمي: Kajikia audax) (بالإنجليزية: Striped marlin)‏ هو نوع من الأسماك يتبع جنس المرلين الكاجيكي من فصيلة الأسماك المرلينية.